# Notre Dame (Indiana)
Pour les articles homonymes, voir Notre Dame et Notre-Dame.
Notre Dame est une census-designated place (CDP) située dans le comté de Saint Joseph dans l’État de l'Indiana, aux États-Unis.
Trois campus y sont situés : celui de l'université Notre-Dame-du-Lac, celui du Saint Mary's College (en) et celui du Holy Cross College.